# Thamnophis elegans
Espèce
Synonymes
- Eutaenia elegans Baird & Girard, 1853
- Eutaenia vagrans Baird & Girard, 1853
- Thamnophis ordinoides elegans (Baird & Girard, 1853)
- Thamnophis ordinoides hueyi Van Denburgh & Slevin, 1923
- Thamnophis elegans arizonae Tanner & Lowe, 1989
- Thamnophis elegans vascotanneri Tanner & Lowe, 1989

Statut de conservation UICN

 LC  : Préoccupation mineure
Thamnophis elegans, la couleuvre de l'Ouest, est une espèce de serpents de la famille des Natricidae. 

## Répartition
Cette espèce se rencontre :
- dans l'ouest des États-Unis ;
- au Canada en Colombie-Britannique, en Saskatchewan, au Manitoba et dans l'Alberta ;
- au Mexique en Basse-Californie.

## Description

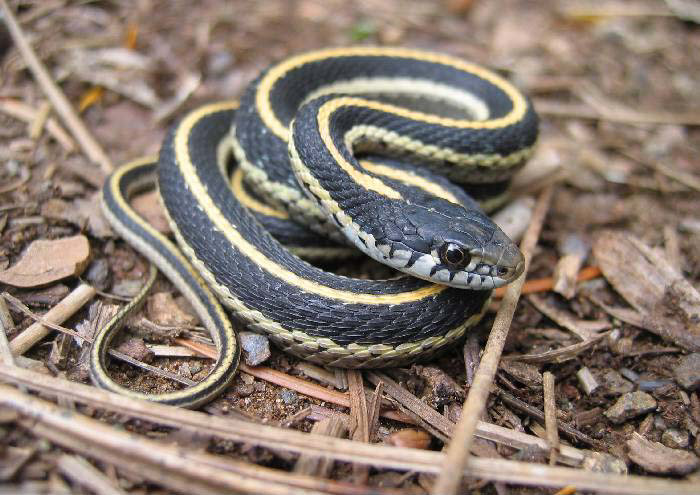

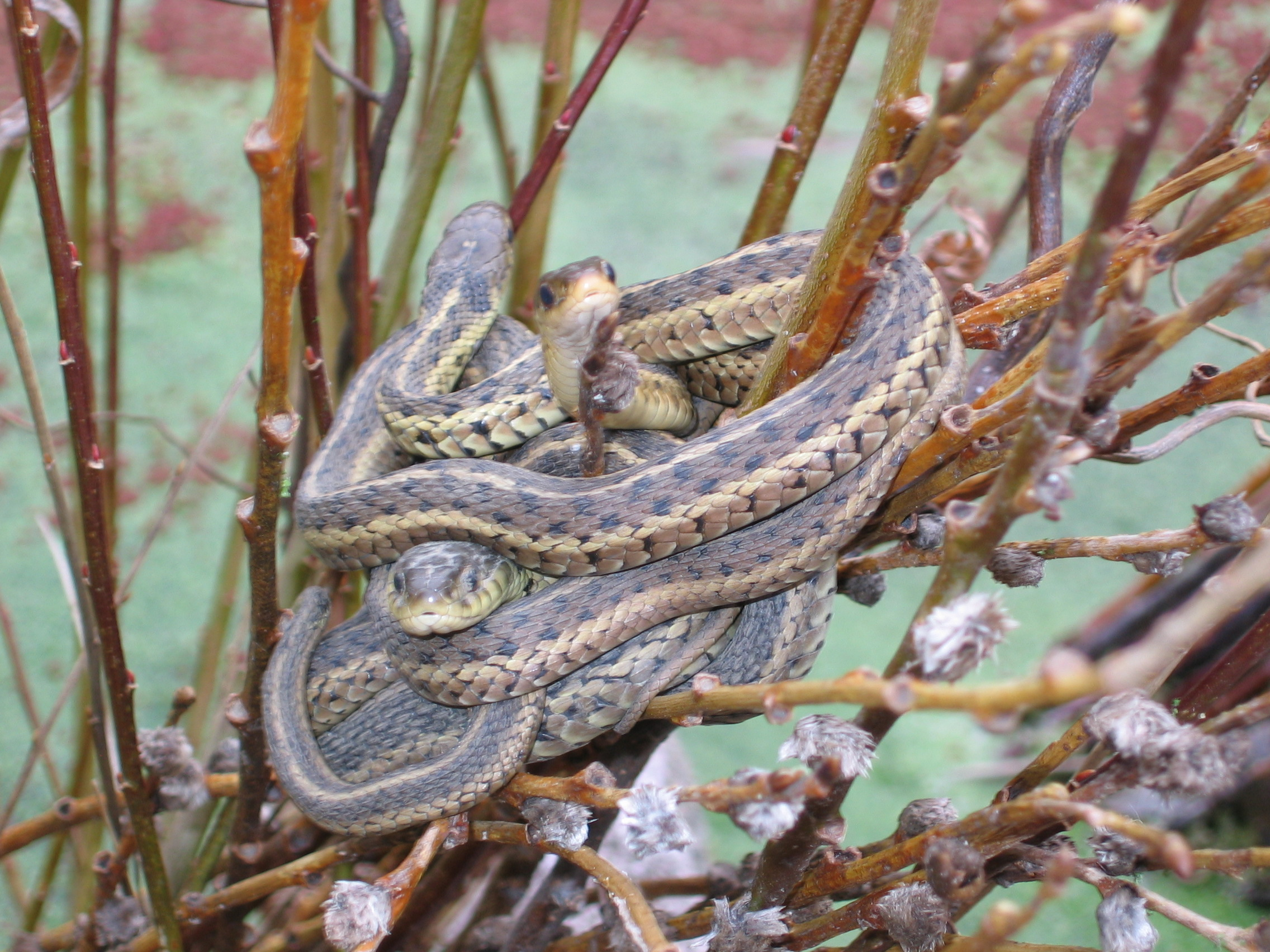

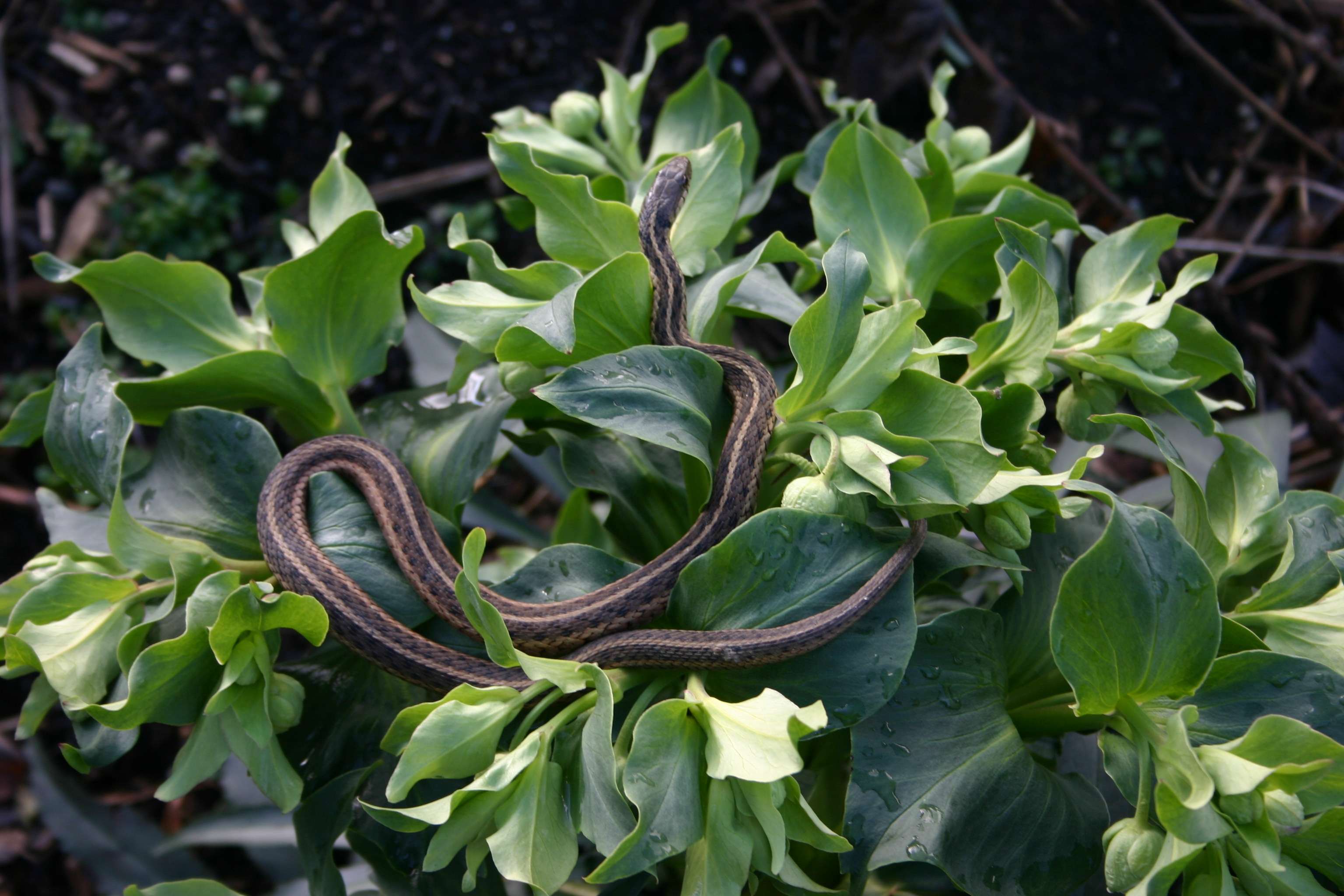

C'est un serpent ovovivipare.

## Liste des sous-espèces
Selon The Reptile Database (12 mai 2016) :
- Thamnophis elegans elegans (Baird & Girard, 1853)
- Thamnophis elegans hueyi Van Denburgh & Slevin, 1923
- Thamnophis elegans terrestris Fox, 1931
- Thamnophis elegans vagrans (Baird & Girard, 1853)

## Systématique et taxinomie
La sous-espèce Thamnophis elegans errans a été élevée au rang d'espèce.

## Publications originales
- Baird & Girard, 1853 : Catalogue of North American Reptiles in the Museum of the Smithsonian Institution. Part 1.-Serpents. Smithsonian Institution, Washington, p. 1-172 (texte intégral).
- Fox, 1951 : Relationships among the garter snakes of the Thamnophis elegans rassenkreis. University of California publications in zoology, vol. 50, p. 485-530.
- Tanner & Lowe, 1989 : Variations in Thamnophis elegans with descriptions of new subspecies. Great Basin Naturalist, vol. 49, no 4, p. 511-516 (texte intégral)
- Van Denburgh & Slevin, 1923 : Preliminary diagnoses of four new snakes from Lower California, Mexico. Proceedings of the California Academy of Sciences, sér. 4, vol. 13, no 1, p. 1-2 (texte intégral).